# Badia Petroia

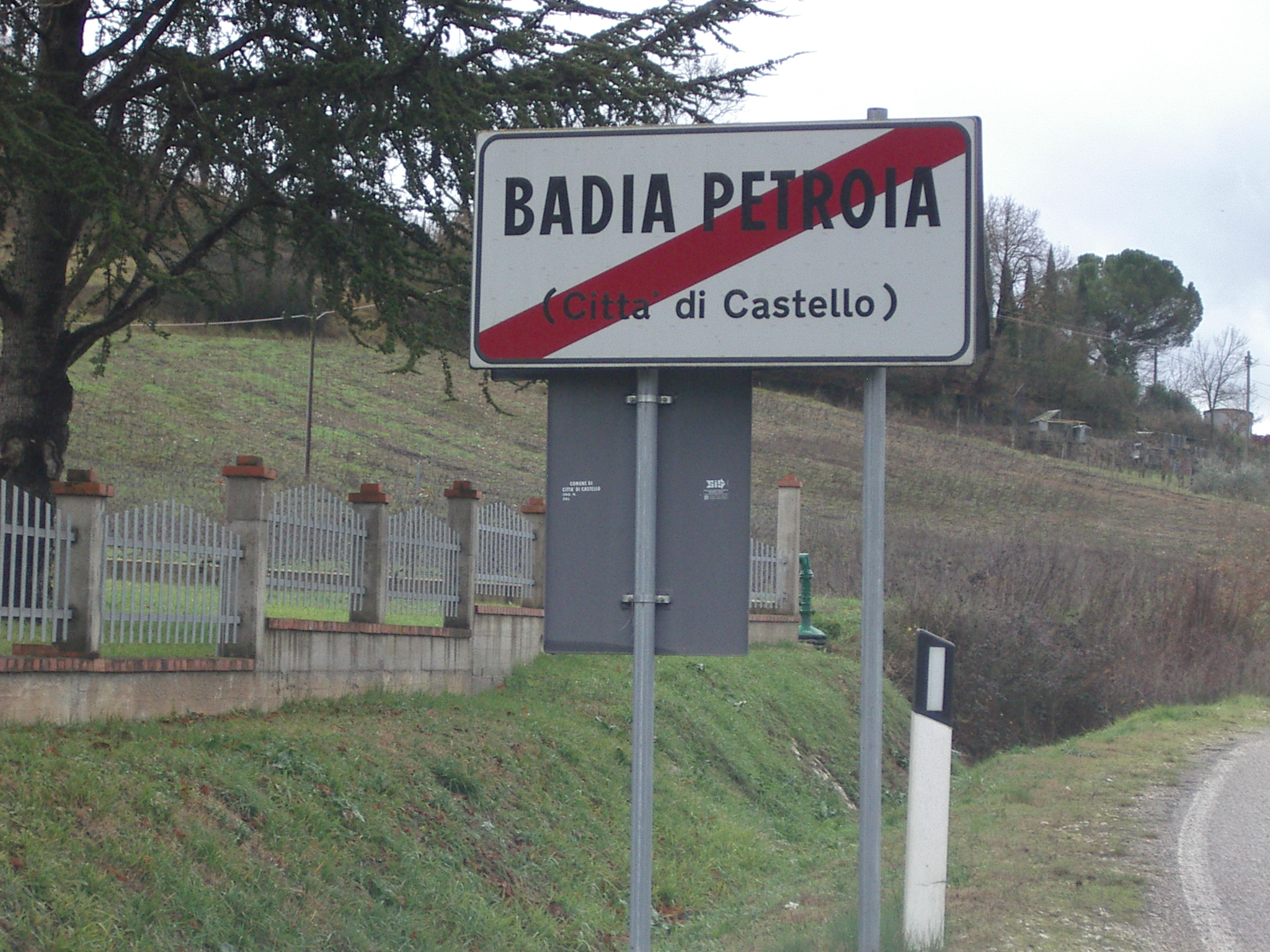

Badia Petroia is een plaats (frazione) in de Italiaanse gemeente Città di Castello.